# العلاقات الإسرائيلية السويسرية
العلاقات الإسرائيلية السويسرية، هي العلاقات الخاريجة بين إسرائيل وسويسرا. اعترفت سويسرا بإسرائيل في 25 يناير 1949، وفتحت قنصلية لها في تل أبيب. لإسرائيل سفارة في برن. منذ عام 1958، كان لسويسرا سفارة في تل أبيب وقنصلية فخرية في إيلات.

## التاريخ
| السنة | العدد  | ملاحظات                  |
| ----- | ------ | ------------------------ |
| 1930  | 70     |                          |
| 1939  | 240    |                          |
| 1953  | 470    |                          |
| 1975  | 2000   |                          |
| 1986  | 4000   |                          |
| 2005  | 11.570 | منهم 9151 جنسية مزدوجة   |
| 2016  | 19.433 | منهم 16.051 جنسية مزدوجة |

في 14 مايو 1948 ، وقُبيل ساعاتٍ قليلة من انتهاء الانتداب البريطاني على فلسطين، أعلنَت إسرائيل عن قيام دولتها المُستقلة. وبعد فترة من التردد، اعترفت سويسرا بالدولة الجديدة في أوائل عام 1949. ومنذ ذلك الوقت، بات الاهتمام الرئيسي لبرن هو التوفيق بين سياسة الحياد التي تنتهجها الكونفدرالية، والمصالح الاقتصادية وتعاطف العديد من قطاعات السكان مع الدولة العبرية.
تعود العلاقات بين سويسرا والحركة الصهيونية إلى زمن بعيد. ففي عام 1897 على وجه التحديد، عُقِدَ المؤتمر الصهيوني الأول في مدينة بازل السويسرية، تبعه أربعة عشر مؤتمراً آخراً منذ ذلك الحين. وبحلول عام 1927 ، كانت الحكومة السويسرية تدير قنصلية لها في يافا. رغم ذلك، إتسم رد فعل برن بالحَذَر، عندما أعلنت إسرائيل عن استقلالها في 14 مايو 1948.
وكما جاء في محضر الحكومة الفدرالية يوم 25 يناير 1949 : 
```
قررت الحكومة الفدرالية في جلستها المنعقدة في 
23 يوليو
 1948 إرجاء القرار المتعلق بالاعتراف بدولة إسرائيل. [...] ولأسباب سياسية، كان [...] التحفظ مطلوباً، لأن الاعتراف المُبكر بدولة تكافح من أجل وجودها، كان سيُنظَر إليه من قبل خصومها - وبوجه حق - باعتباره نوعاً من المُحاباة [...]".
```

وكما يقول ساشا تسالا، مدير الوثائق الدبلوماسية السويسرية (Dodis)، «كان من المُهم بالنسبة لسويسرا، ولأسباب تتعلق بسياسة انتظار اللحظة المناسبة سياسياً للاعتراف بإسرائيل. وقد إختارت برن جَعل هذا القرار [الاعتراف] مقروناً بنوايا دول أوروبا الغربية الأخرى».
وكان تسالا، المُختص بالتاريخ والعلوم السياسية والقانون الدستوري، قد قام برفقة الباحث الأكاديمي إيف شتاينَر، المختص بالتاريخ والعلوم السياسية أيضاً، بكتابة مقالة حول دور الدبلوماسية السويسرية في الشرق الأوسط بين عامي 1945 و1975. وقد نُشرت هذا المقالة باللغة الفرنسية في مجلّة العلاقات الدولية. ومن المنتظر صدور نسخة باللغة الألمانية قريباً على الموقع الألكتروني للمجلة.
"كانت الحكومة الفدرالية تخشى أيضاً من تأثير قرارها على العلاقات التجارية الهامة مع الدول العربية، ولا سيما مصر، ومن احتمال اندلاع أعمال انتقامية ضد المستعمرة السويسرية التي أٌقيمت على ضفاف نهر النيل". بالإضافة إلى ذلك، كانت وزارة الخارجية السويسرية تشكك في التوجهات الاشتراكية لاسرائيل، وتخشى من حدوث تقارب وثيق بين الدولة الناشئة والكتلة الشرقية"، كما يضيف تسالا.
بعد ورود إشارات إيجابية من الدول الغربية، والتوصل إلى اتفاق لوقف إطلاق النار بين الأطراف المُتحاربة، قررت برن في 28 يناير 1949، الاعتراف بدولتي إسرائيل والأردن بِحُكم الأمر الواقع، وبعد شهريْن من ذلك الاعتراف القانوني، وفي نفس العام، افتتحت سويسرا ممثليتها الدبلوماسية في تل أبيب، إلّا أن هذه لم تتحول إلى مفوضية (أو سفارة مثلما عليه الحال اليوم) حتى حلول عام 1951.
ورغم هذه التحفظات الأولية، إلّا أنَّ العلاقات التجارية بين الدولتين سرعان ما إزدهرت، حيث أصبحت سويسرا في عام 1951 ثالث أكبر مورد للسلع إلى إسرائيل، بعد الولايات المتحدة والمملكة المتحدة. مع ذلك، ظلت برن ترى بأن إبرام اتفاق تجارة حقيقي مع تل أبيب غير مؤات سياسياً. وكان التعامل مع المشاكل المتعلقة بافتقار الدولة الحديثة إلى النقد الأجنبي يتم في إطار اتفاق مقاصة (بمعنى استخدام صادرات إحدى الدول لتسوية وارداتها).
وفي عام 1956، أدت أزمة السويس - من جملة أمور أخرى - إلى إحداث تغيير في العلاقات السويسرية الإسرائيلية. فمن جهة، أدى قرار الرئيس المصري جمال عبد الناصر تأميم قناة السويس إلى فتور العلاقات مع مصر، ومن جهة ثانية، ساهمت مكانة إسرائيل الواضحة في المعسكر الغربي بحدوث تقارب مع برن.
في أوائل ستينيات القرن 20، كان الرأي العام السويسري مؤيداً لإسرائيل بشكل علني. كما دفعت الخبرات السويسرية المكتسبة في الكيبوتسات الإسرائيلية، بالعديد من أعضاء اليسار والحركة التعاونية إلى التعاطف مع الدولة الفتية.
"لقد تحول هذا التعاطف مع القضية الإسرائيلية في أوساط السكان السويسريين إلى نشوة حقيقية خلال حرب الأيام الستة في يونيو 1967"، على حد قول تسالا. وقد ساهمت تهديدات الرئيس عبد الناصر، التي أيقظت مخاوف حدوث محرقة جديدة، في تضخيم هذا التعاطف بين السويسريين. علاوة على ذلك، كان هناك توافق فكري قوي مع الدولة الإسرائيلية الصغيرة ونجاحاتها العسكرية".
ورغبة منه في التعبير عن استيائه من الأحداث في الشرق الأوسط، وعَكْس الشعور السائد لدى المواطنين السويسريين، أصدرت الحكومة السويسرية بياناً جاء فيه: «أن الشعب السويسري أدرك مرّة أخرى وبقوة، بأن الشرط الأول لضمان وجود دولة صغيرة محايدة وحفظ حقوقها الأساسية، يكمن في إخلاصها للقانون وفي التأكيد على الإرادة الحازمة للدفاع عن نفسها».
من جانبهم، رأى ممثلو الدول العربية في هذه الصيغة غير المُوَفَقة انحيازاً واضحاً لصالح إسرائيل. وفي اليوم التالي، إلتقى ثمانية من رؤساء البعثات العربية في برن بوزير الخارجية السويسري فيلي شبوهلر، للإعراب عن احتجاجهم بشكل مشترك، الأمر الذي وصفه ساشا تسالا بـ «الظاهرة غير المسبوقة».
خلال السنوات اللاحقة أيضاً، ظل موقف سويسرا المؤيد لإسرائيل واضحاً، وهو ما يُلاحظ مثلاً أثناء حرب أكتوبر 1973، أو من خلال خَفض سويسرا لإعاناتها المالية لمنظمة الأمم المتحدة للتربية والعلم والثقافة (اليونسكو) بعد إصدار الأخيرة قراراً ينتقد سياسات إسرائيل في عام 1975.
من ناحية أخرى، أدركت السلطات السويسرية بأن الصراع في الشرق الأوسط يتطلب دوراً دبلوماسياً أكثر نشاطاً، لا سيما في أعقاب سلسلة الهجمات الفلسطينية التي استهدفت الأراضي السويسرية مباشرة في عامي 1969 و1970.
وهكذا، قام وزير الخارجية السويسري پيير گرابر في عام 1973 بزيارة إلى مصر ومن ثم إسرائيل، في محاولة لاستعادة وتعزيز المركز المحايد للكنفدرالية. وفي عام 1974، وبناءً على طلب الأمم المتحدة، وافقت الحكومة السويسرية على افتتاح مكتب لمنظمة التحرير الفلسطينية في جنيف.
وبحسب تسالا «سعت الدبلوماسية السويسرية منذ سبعينيات القرن العشرين إلى تحديد موقفها بشكل أكثر وضوحاً من الصراع في الشرق الأوسط. كما أدركت سويسرا ضرورة انفتاحها على العالم العربي بشكل أكبر».
«وفيما يتعلق بالقضية الفلسطينية، أصرت وزارة الشؤون الخارجية السويسرية وبوضوح على أن الأمر هنا لا يتعلق بِمُجرد قضية إنسانية، ولكن بمسألة إقليمية ووطنية تستوجب البحث عن حلول».
وبمرور الوقت، بدأ تعاطف الشعب السويسري مع إسرائيل بالتراجع، ولاسيما بعد حرب لبنان 1982، وفي أعقاب الانتفاضة الفلسطينية الأولى في عام 1987، وعلى وجه الخصوص بعد الانتفاضة الثانية في عام 2000.
وفي 9 مارس 2017، وافق مجلس النواب السويسري على مشروع قانون لوقف تمويل المجموعات المؤيدة لمقاطعة إسرائيل، وينص التشريع على وقف التمويل الأجنبي لأي مجموعة تدعو إلى أنشطة عنصرية، معادية للسامية أو تحريضية أو تدعو إلى مقاطعة إسرائيل.

## الاتفاقيات الثنائية
- كانت أول إتفاقية أبرمت بين سويسرا وإسرائيل في عام 1951 بهدف تنظيم ضرائب شركات الطيران في كلا البلدين. وفي السنة التالية، تبع ذلك عقد آخر في مجال الطيران.
- في عام 1956 ، قامت الدولتان بتنظيم علاقاتهما التجارية من خلال تبادل المذكرات الدبلوماسية.
- في عام 1965 أبرمت سويسرا وإسرائيل إتفاقاً للتسوية والتنظيم القضائي والتحكيم.
- في عام 1967 ألغيت شروط التأشيرة بين البلدين.
- في عام 1992 ، قامت الدولتان بتنظيم التبادل التجاري في مجال المنتجات الزراعية.
- منذ عام 1993 ، تدار العلاقات التجارية بين سويسرا وإسرائيل بموجب اتفاقية التجارة الحرة بين إسرائيل ودول رابطة التجارة الحرة الأوروبية (EFTA).
- في عام 2003 ، وقعت الدولتان على إتفاقية لتجنب الازدواج الضريبي.